# David Reimer
David Reimer (ur. 22 sierpnia 1965, zm. 4 maja 2004) – mężczyzna urodzony w Kanadzie, któremu przy porodzie przypisano płeć męską, jednak był wychowywany jako dziewczynka zgodnie z sugestiami lekarzy, po tym jak jego genitalia zostały poważnie uszkodzone podczas nieudanego obrzezania w wieku niemowlęcym.
W wieku 14 lat zadeklarował jednak, że identyfikuje się jako mężczyzna. Doświadczenie zostało opisane w literaturze medycznej jako przypadek John/Joan, zapewniając pacjentowi anonimowość. Będąc dorosłym, pacjent zdecydował o ujawnieniu swojej tożsamości.
Przypadek Davida Reimera był wykorzystywany przez psychologa Johna Moneya jako argument dowodzący, że rola kobieca i męska (ang. gender role) jest determinowana przez interakcje pomiędzy czynnikami społecznymi a biologicznymi. 
Operacja korekty płci przeprowadzona na Reimerze budzi kontrowersje. Jest krytykowana przez wiele osób interpłciowych, transseksualnych i w obrębie gender studies, ponieważ została przeprowadzona wbrew woli dziecka. Przypadek służy również jako argument za tym, że płeć jest determinowana wyłącznie przez czynniki biologiczne.

## Życiorys

### Niemowlęctwo
Bruce (David) Reimer w Winnipeg, w kanadyjskiej prowincji Manitoba, jako starszy z dwóch chłopców będących bliźniakami jednojajowymi o zestawie chromosomów płciowych XY. Początkowo nosił imię Bruce Peter Reimer, a jego bliźniak jednojajowy miał na imię Brian. Ich rodzicami byli Janet i Ron Reimer. W wieku sześciu miesięcy u chłopców zdiagnozowano stulejkę. Zostali skierowani na zabieg obrzezania w wieku siedmiu miesięcy. Lekarz Jean-Marie Huot przeprowadził operację przy użyciu niekonwencjonalnej metody elektrokauteryzacji, jednak zabieg nie przebiegł tak, jak zakładali lekarze, a prącie Bruce (Davida) uległo poparzeniu przekraczającemu możliwości chirurgicznej naprawy. Lekarze zdecydowali się nie operować Briana, którego stulejka wkrótce ustąpiła bez interwencji chirurgicznej.
Rodzice, zaniepokojeni o przyszłość syna pozbawionego sprawnego prącia, zabrali go na początku 1967 roku do szpitala im. Johnsa Hopkinsa w Baltimore na konsultację z Johnem Moneyem, psychologiem zyskującym reputację pioniera w dziedzinie rozwoju płci i tożsamości płciowej, na podstawie jego pracy z pacjentami interpłciowymi. John Money był jednym z czołowych zwolenników „teorii neutralności płci” - teorii, że tożsamość płciowa rozwija się przede wszystkim w wyniku społecznego uczenia się od wczesnego dzieciństwa i że można ją zmienić za pomocą odpowiednich interwencji behawioralnych. W lutym 1967 roku Reimerowie obejrzeli wywiad z Moneyem w kanadyjskim programie informacyjnym This Hour Has Seven Days, podczas którego omawiał on swoje teorie na temat gender.
W tamtych czasach techniki chirurgicznego konstruowania pochwy były bardziej zaawansowane niż techniki konstruowania prącia, a Money uważał, że Bruce (David) Reimer będzie najszczęśliwszy w dorosłym życiu żyjąc jako kobieta z funkcjonującymi narządami płciowymi. Ponadto dla Moneya sprawa, gdzie chodziło o bliźniaków jednojajowych, z których jeden mógł być wychowywany jako dziewczynka, stanowiła doskonały test jego teorii.
Money i zespół specjalistów przekonali rodziców dziecka, że operacja korekty płci będzie najlepszym rozwiązaniem dla Bruce (Davida) Reimera. W wieku 22 miesięcy Bruce (David) przeszedł obustronną orchidektomię, podczas której chirurgicznie usunięto mu jądra i uformowano szczątkowy srom. Od tego czasu zaczęto wychowywać go jako dziewczynkę i nadano mu imię Brenda. 

### Próbne akty seksualne w dzieciństwie
Money kontynuował monitorowanie i raportowanie rozwoju płci bliźniaków jako „przypadek John/Joan” do czasu, gdy bliźniaki miały 13 lat.
Według Johna Colapinto, który w 2001 roku opublikował biografię Davida Reimera, sesje z Moneyem obejmowały dziecięce zabawy w próby seksualne (ang. childhood sexual rehearsal play). Money twierdził, że zachowania reprodukcyjne stanowią fundament płci, a „zabawa w ruchy posuwiste i kopulację” jest kluczowym aspektem rozwoju płci u wszystkich ssaków naczelnych. Od szóstego roku życia, według Briana, bliźniaki były zmuszane do odgrywania aktów seksualnych, przy czym David odgrywał rolę kobiety. Money zmuszał Bruce (Davida) Reimera do ustawienia się na czworakach, a jego brata Briana do „podejścia od tyłu i położenia swojego krocza na jego pośladkach”. Ponadto Money zmuszał Bruce (Davida) Reimera, w innej pozycji seksualnej, do „rozłożenia nóg” z Brianem na sobie. Przy "co najmniej jednej okazji" Money zrobił zdjęcie dwójki dzieci wykonujących te czynności.
Kiedy któreś z dzieci opierało się tym działaniom, Money wpadał w gniew. Zarówno Bruce (David) Reimer, jak i Brian zapamiętali, że Money był opanowany w towarzystwie rodziców, natomiast był porywczy, kiedy przebywał z nimi sam na sam. Kiedy opierali się przed wzajemną inspekcją swoich genitaliów, Money stawał się bardzo agresywny. David Reimer mówi: „Kazał mi się rozebrać, a ja tego nie zrobiłem. Po prostu stałem tam. A on krzyknął: Teraz! Myślałem, że da mi lanie. Więc zdjąłem ubranie i stałem tam trzęsąc się”.
Uzasadnieniem Moneya dla tych różnych metod postępowania było jego przekonanie, że „dziecięca zabawa w próby seksualne”(ang. childhood sexual rehearsal play) była ważna dla „zdrowej, dorosłej tożsamości płciowej”.
Zarówno Bruce (David) Reimer, jak i Brian zostali straumatyzowani na skutek tej terapii, przy czym Brian opowiadał o tej sprawie „wyłącznie z najwyższym wzburzeniem emocjonalnym”, a David Reimer nie chciał mówić o szczegółach publicznie, chociaż jego żona, Jane Fontane, stwierdziła, że David Reimer prywatnie przekazał jej tę samą historię.
Money nigdy nie wypowiedział się publicznie na temat książki Colapinto ani na temat samobójstwa Davida Reimera przed swoją śmiercią w 2006 roku. Obrońcy Johna Moneya podważają rzetelność przekazu Colapinto, a John Heidenry zasugerował, że Brian cierpiał na syndrom fałszywych wspomnień.

### Okres dojrzewania i dorosłość
W latach 1994–1995 na prośbę kierownika katedry psychiatrii w miejscu zamieszkania pacjenta doszło do konsultacji z seksuologami Miltonem Diamondem oraz H. Keith Sigmundson. Wywiady przeprowadzone przez tych naukowców z pacjentem, matką oraz ojcem nie potwierdziły sukcesu opisanego przez Moneya. Wychowywane jako dziewczynka dziecko nie zaakceptowało tej roli: wykazywało zachowania typowe dla chłopców, takie jak oddawanie moczu na stojąco, zabawy w żołnierza, uprawianie sportów walki. Jednocześnie nie wykazywało zainteresowania zabawkami takimi jak lalki, nie chciało nosić sukienek czy zajmować się szyciem i dziewczęcymi zabawami. W wieku 12 lat lekarze rozpoczęli podawanie estrogenów, jednak pacjent odmawiał poddawania się terapii hormonalnej, wyrzucając niektóre dawki podawanego hormonu. Dziecko nie akceptowało także swojego kobiecego wyglądu. Po konsultacjach z psychiatrami rodzice poinformowali swoje dziecko o zdarzeniu z dzieciństwa. Mając 14 lat, pacjent zdecydował, że chce żyć jako mężczyzna. Lekarze rozpoczęli podawanie testosteronu, przeprowadzono podwójną mastektomię, a w wieku 15–16 lat zabiegi mające na celu odbudowę prącia. Od tego czasu pacjent relacjonował znaczną poprawę komfortu życia. Przyjął imię David. Pierwszym partnerem seksualnym była dziewczyna. Do kontaktu doszło, gdy David miał 18 lat. W wieku 25 lat ożenił się, przysposabiając troje dzieci swojej partnerki. Żona w wywiadach z naukowcami przedstawiła męża jako pełnowartościowego mężczyznę.

### Śmierć
W roku 2004 David Reimer, w wieku 38 lat, popełnił samobójstwo, strzelając sobie w głowę z obrzyna. Dwa lata wcześniej (2002) w wyniku przedawkowania antydepresantów zmarł chorujący na schizofrenię brat bliźniak Davida – Brian. W opinii matki przyczyną samobójstwa była depresja po utracie pracy i separacja z żoną, znaczenie miała także żałoba po bracie. Matka wyraziła także przekonanie, że gdyby nie wyniszczający eksperyment, jej syn nadal by żył.

## Społeczne konsekwencje eksperymentu
John Money przedstawiał doświadczenia jako sukces i potwierdzenie teorii o możliwości kształtowania roli płciowej niezależnie od płci genetycznej. Raporty z badań zostały opublikowane w roku 1972 – Man and Woman, Boy and Girl i 1975 – Sexual Signatures: On Being a Man or Woman. Treść raportów wpłynęła na teorię i praktykę w psychologii, socjologii oraz women's study.
W magazynie „Time” z 8 stycznia 1973 roku pojawił się artykuł stwierdzający, że tradycyjne wzorce męskości i kobiecości można zmienić i nie są one zależne od genów. Publikacje medyczne i publicystyczne z lat 90. XX wieku skłoniły naukowców i teoretyków do zmiany spojrzenia na płeć kulturową i płeć biologiczną. Tezy konstruktywizmu społecznego zostały podważone. Doszło do zmian w ustalaniu kryteriów medycznych i etycznych ustalania płci. Moneyowi zarzucono okrucieństwo w zakresie metod potwierdzania wymyślonych teorii. Skrytykowano też wykorzystanie raportów Moneya przez ruchy feministyczne.